# Shawn Ashmore

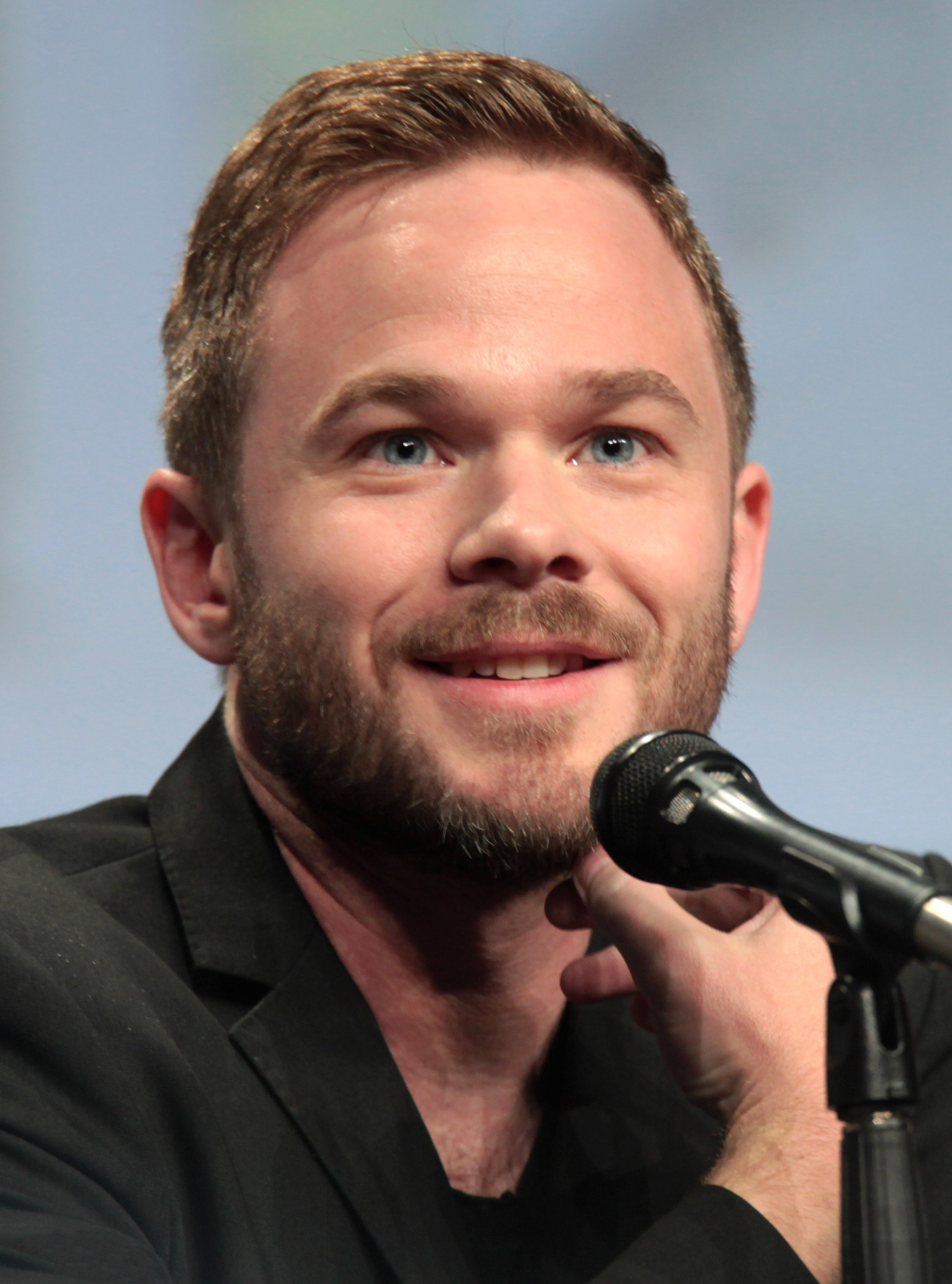
Shawn Ashmore auf der San Diego Comic Con 2014

Shawn Robert Ashmore (* 7. Oktober 1979 in Richmond, British Columbia) ist ein kanadischer Filmschauspieler und Filmproduzent.

## Leben
Seine Schulausbildung erhielt Ashmore an der Turner Fenton High School in Brampton. Sein Filmdebüt gab er 1989 in einer Episode der Fernsehserie Katts und Dog. Seitdem steht er in vielen Spielfilmen und Fernsehserien vor der Filmkamera.
Zu seinen bekanntesten Kino-Auftritten zählt der als Mutant Iceman in Bryan Singers X-Men 2 an der Seite von Patrick Stewart und Halle Berry, für den er mit dem MTV Movie Award ausgezeichnet wurde. Diese Rolle verkörperte er auch in X-Men: Zukunft ist Vergangenheit, jedoch übernahm er dort nur eine kleinere Nebenrolle.
In My Brother’s Keeper, einem kanadischen Filmdrama aus dem Jahr 2004, konnte man sowohl Shawn als auch seinen eineiigen Zwillingsbruder Aaron Ashmore gemeinsam vor der Kamera sehen. In der Serie Fringe – Grenzfälle des FBI spielten sie in einer Episode ebenfalls Brüder. Es war bereits das zweite Mal, nach der Fernsehserie Animorphs (1998).
Sein Debüt als Executive Producer gab Ashmore 2005, als er nicht nur Terry produzierte, sondern in diesem Film auch die Hauptrolle übernahm. In Terry wurde die Lebensgeschichte des beinamputierten Marathonläufers Terry Fox nacherzählt. Von 2013 bis 2015 war er in The Following in der Rolle des FBI-Agenten Mike Weston zu sehen.
Seit 2018 ist er in der ABC-Serie The Rookie als Anwalt Wesley Evers zu sehen.

## Filmografie (Auswahl)

### Fernsehserien
- 1989: Katts und Dog
- 1992: The Ray Bradbury Theatre
- 1997: Tucker James, der Highschool Blitz
- 1998: Animorphs
- 2000: Mission Erde – Sie sind unter uns (Earth: Final Conflict)
- 2000: Heartbeat (In a Heartbeat)
- 2001: Smallville
- 2001: Outer Limits – Die unbekannte Dimension (The Outer Limits, eine Folge)
- 2010: Fringe – Grenzfälle des FBI (Fringe)
- 2013–2015: The Following
- 2016–2017: Conviction
- seit 2018: The Rookie
- 2018: S.W.A.T. (Folge 2x09)
- 2019: Into the Dark (1 Folge)
- 2020: The Boys (3 Folgen)
- 2022: The Rookie: Feds (1 Folge)

### Spielfilme
- 1991: Dinner für Sechs – Woodstock meets Wallstreet (Married to It)
- 1997: Plädoyer für einen Killer (Melanie Darrow)
- 1998: Strike – Mädchen an die Macht! (Strike!)
- 2000: X-Men
- 2001: Wolfgirl – In ihr lauert die Bestie (Wolf Girl)
- 2002: Soldat Kelly (Cadet Kelly)
- 2003: X-Men 2 (X2)
- 2004: My Brother’s Keeper
- 2004: Earthsea – Die Saga von Erdsee (Legend of Earthsea)
- 2005: Teen Cop (Underclassman)
- 2005: 3 Needles
- 2005: Terry
- 2005: The Quiet – Kannst du ein Geheimnis für dich behalten? (The Quiet)
- 2006: X-Men: Der letzte Widerstand (X-Men: The Last Stand)
- 2008: Solstice
- 2008: Ruinen (The Ruins)
- 2010: Frozen – Eiskalter Abgrund (Frozen)
- 2010: Mother’s Day – Mutter ist wieder da (Mother’s Day)
- 2013: Wild Beasts (Breaking the Girls)
- 2012: The Day – Fight. Or Die. (The Day)
- 2014: X-Men: Zukunft ist Vergangenheit (X-Men: Days of Future Past)
- 2018: Acts of Violence
- 2020: Anderson Falls – Ein Cop am Abgrund (Anderson Falls)
- 2021: Aftermath

## Videospiele
- 2006: X-Men: The Official Game
- 2016: Quantum Break
- 2019: The Dark Pictures Anthology: Man of Medan
- 2023: Alan Wake 2